# Oscil·lació de partícules neutres
En física de partícules, l'oscil·lació de partícules neutres és la transmutació d'una partícula amb càrrega elèctrica zero en una altra partícula neutra a causa d'un canvi d'un nombre quàntic intern diferent de zero, mitjançant una interacció que no conserva aquest nombre quàntic. Les oscil·lacions de partícules neutres van ser investigades per primera vegada el 1954 per Murray Gell-mann i Abraham Pais.
Per exemple, un neutró no es pot transmutar en un antineutró, ja que això violaria la conservació del nombre barió. Però en aquelles extensions hipotètiques del model estàndard que inclouen interaccions que no conserven estrictament el nombre de barió, es preveu que es produeixin oscil·lacions neutró-antineutró. Hi ha un projecte per buscar oscil·lacions neutrons-antineutrons utilitzant neutrons ultrafreds.
- Oscil·lació partícula- antipartícula (per exemple, oscil·lacions K0<>K_0, oscil·lacions B0<>B_0, oscil·lacions D0<>D_0)
- Oscil·lació sabor (per exemple, oscil·lacions Ve<Vu<>vt)

En aquells casos en què les partícules decauen en algun producte final, aleshores el sistema no és purament oscil·latori i s'observa una interferència entre l'oscil·lació i la decadència

## Història i motivació

### Infracció del CP
Després de la sorprenent evidència de la violació de la paritat proporcionada per Wu et al. el 1957, es va suposar que CP (conjugació-paritat de càrrega) és la quantitat que es conserva. No obstant això, el 1964 Cronin i Fitch van informar de la violació del CP al sistema neutral Kaon. Van observar que el K L de llarga vida (amb CP = −1 ) patia desintegracions en dos pions (amb CP = [−1]·[−1] = +1 ) violant així la conservació de CP.

### El problema dels neutrins solars
La cadena pp al sol produeix una gran quantitat de Ve. El 1968, R. Davis et al. va informar per primera vegada els resultats de l'experiment Homestake. També conegut com l' experiment de Davis, va utilitzar un enorme dipòsit de percloroetilè a la mina Homestake (estava sota terra profunda per eliminar el fons dels raigs còsmics), Dakota del Sud. Els nuclis de clor del percloroetilè absorbeixen Ve per produir argó mitjançant la reacció
{\displaystyle \mathrm {\nu _{e}+{{}_{17}^{37}Cl}\rightarrow {{}_{18}^{37}}Ar+e^{-}} }
que és essencialment
{\displaystyle \mathrm {\nu _{e}+n\to p+e^{-}} }.
L'experiment va recollir argó durant diversos mesos. Com que el neutrin interactua molt feblement, només es va recollir aproximadament un àtom d'argó cada dos dies. L'acumulació total era aproximadament un terç de la predicció teòrica de Bahcall.
El 1968, Bruno Pontecorvo va demostrar que si els neutrins no es consideren sense massa, llavors Ve  (produïda al sol) es pot transformar en altres espècies de neutrins (VU o vt), al qual el detector Homestake era insensible. Això explicava el dèficit en els resultats de l'experiment Homestake. La confirmació final d'aquesta solució al problema dels neutrins solars es va proporcionar a l'abril 2002 per la col·laboració SNO (Sudbury Neutrino Observatory), que va mesurar tots dos fluxos Ve i el flux total de neutrins.
Aquesta "oscil·lació" entre les espècies de neutrins es pot estudiar primer tenint en compte dos qualsevol, i després generalitzar-se als tres sabors coneguts.